# تيري ديفيز (لاعب اتحاد الرغبي)
تيري ديفيز (بالإنجليزية: Terry Davies)‏ هو لاعب اتحاد الرغبي بريطاني، ولد في 24 سبتمبر 1933 في Bynea ‏ في المملكة المتحدة.